# 维特赖苏莱格勒
维特赖苏莱格勒（法語：Vitrai-sous-Laigle，法語發音：[vitʁɛ su lɛgl] ⓘ，意为“莱格勒下方的维特赖”）是法国奥恩省的一个市镇，位于该省东部，属于莫尔塔涅欧佩什区。

## 地理
维特赖苏莱格勒（48°42'58"N, 0°42'35"E）面积11.33 平方千米，位于法国诺曼底大区奧恩省，该省份为法国西北部内陆省份，北起顺时针与卡爾瓦多斯省、厄尔省、厄尔-卢瓦省、萨尔特省、马耶讷省和芒什省接壤。
与维特赖苏莱格勒接壤的市镇（或旧市镇、城区）包括：伊赖、古尔奈勒盖兰、博略、尚代、克吕莱、伊通河畔圣旺。
维特赖苏莱格勒的时区为UTC+01:00、UTC+02:00（夏令时）。

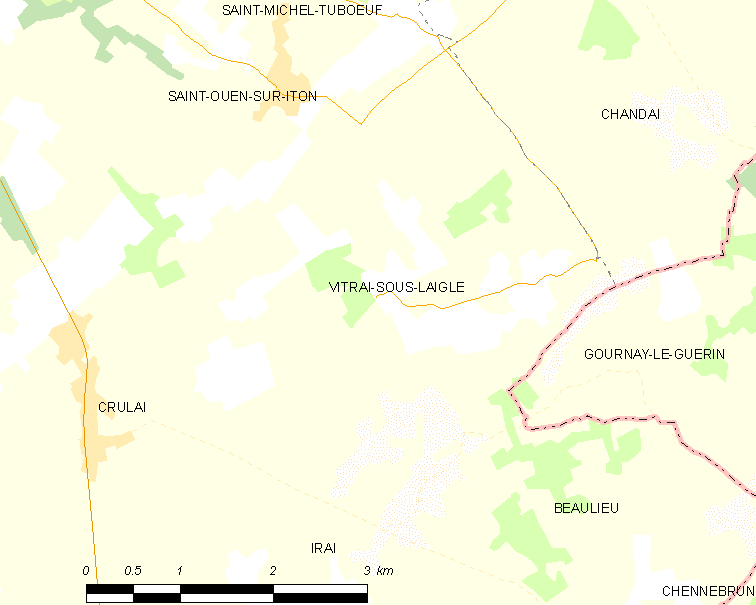
维特赖苏莱格勒的OSM定位图

## 行政
维特赖苏莱格勒的邮政编码为61300，INSEE市镇编码为61510。

## 政治
维特赖苏莱格勒所属的省级选区为莱格勒县。

## 人口

1962-2008年间维特赖苏莱格勒人口变化图示

维特赖苏莱格勒于2022年1月1日时的人口数量为213人。